# Idź na całość
Idź na całość – polski teleturniej oparty na amerykańskim formacie Let’s Make a Deal, nadawany w latach 1997–2001 na antenie telewizji Polsat i od 2025 na antenie TTV. Uczestnicy programu w ramach krótkich gier bazujących na losowości podejmują liczne decyzje, czy zabierają dotychczas zdobytą nagrodę, czy próbują wygrać więcej, ryzykując utratę wygranej. Pierwszym gospodarzem programu w wersji powstającej dla telewizji Polsat był Zygmunt Chajzer (1997–2000), choć w ostatnich miesiącach emisji jego miejsce zajmował Krzysztof Tyniec (2000–2001). W czerwcu 2025 ogłoszono, że nową odsłonę, produkowaną dla TTV, poprowadzą w duecie Zygmunt Chajzer i Robert Motyka.

## Zasady gry
Każdy odcinek składa się z kilku krótkich gier bazujących na losowości. Uczestniczą w nich osoby wybrane spośród publiczności. Gry polegają głównie na wielokrotnym podejmowaniu decyzji, czy zachować dotychczas zdobytą nagrodę, czy wymienić ją na inną. Propozycje prowadzącego są zróżnicowane: na przykład gracz może wymieniać znaną nagrodę (przedstawioną przez prowadzącego) na nieznaną (schowaną np. w kopercie, pudełku czy „bramce”) lub na odwrót (niekiedy wartość danej nagrody może być ujawniana częściowo bądź stopniowo), przyjmować drobne oferty pieniężne, odsprzedawać lub odkupować nagrody itp. Nierzadko rezultat gry jest wynikiem losowania. Niekiedy powodzenie w grze może być uzależnione od umiejętności uczestnika, np. celności (rzuty rzutkami do tarczy) czy dobrej pamięci.
Uczestnik, który zdobył nagrodę o najwyższej wartości finansowej, ma prawo udziału w finale (może się to jednak wiązać z obowiązkiem zrezygnowania z dotychczasowych nagród, dlatego uczestnik może odmówić udziału w finale; wtedy szansę otrzymuje kolejny gracz). Finał zwykle polega na wyborze nagrody z jednej z trzech „bramek”. W pierwszej wersji programu (tj. powstającej dla telewizji Polsat) w przypadku wybrania bramki z nagrodą główną jej zdobycie zazwyczaj uzależnione było od jeszcze jednego losowania.
W czasach produkcji programu dla telewizji Polsat oferowano przede wszystkim nagrody rzeczowe o wartości kilku tysięcy złotych (co najwyżej kilkunastu tysięcy) lub kilkaset złotych w gotówce (co najwyżej parę tysięcy) w przypadku rezygnacji z nagrody rzeczowej; wyjątkiem była nagroda główna w finale, której wartość sięgała najczęściej ok. 30–40 tysięcy złotych (zazwyczaj był to samochód osobowy).
W grze pojawia się charakterystyczna maskotka – Zonk – przedstawiająca kota w worku. Wybranie jej oznacza utratę pozostałych nagród.
Z charakterem rozgrywek związany jest paradoks Monty’ego Halla, którego nazwa pochodzi od nazwiska prowadzącego program Let’s Make a Deal, czyli pierwowzór Idź na całość.

## Produkcja
Program powstaje na bazie amerykańskiego formatu Let’s Make a Deal. Pierwsza polska wersja programu powstawała w latach 1997–2001 dla telewizji Polsat. Jej produkcją zajmowało się przedsiębiorstwo W.W., a za reżyserię odpowiadali Feridun Erol, później Mirosław Kin i Joanna Haręża. W roku 2025 dla telewizji TTV zaczęła powstawać druga polska wersja formatu. Jej produkcję powierzono firmie Well Well Productions.
We wrześniu 2000 roku program pojawił się na antenie Polsatu w nowej odsłonie. Zmodernizowano scenografię w studiu, zmieniono oprawę muzyczną i graficzną, w tym logo, a rolę prowadzącego przejął Krzysztof Tyniec. Zmiany przyczyniły się do spadku oglądalności programu, co doprowadziło do zdjęcia go z anteny w maju 2001 roku.

## Odbiór
Teleturniej już niespełna miesiąc po debiucie stał się hitem polskiej telewizji. Odcinek wyemitowany 5 października 1997 obejrzało 9,267 mln widzów. Program wyprzedził tym samym najpopularniejszy polski program informacyjny – Wiadomości w TVP1. Rekordową oglądalność miał odcinek z 25 stycznia 1998, który – według danych TNS OBOP – obejrzało ponad 10,6 mln osób.

## Próby reaktywacji programu
W roku 2008 pojawiły się plany powrotu programu do Polsatu. Jesienią 2013 roku planowano powrót na antenę TV Puls – program miał mieć premierę wiosną 2014, jego prowadzącym miał być Zygmunt Chajzer, a prace nad projektem były zaawansowane, jednak wówczas nie pojawił się na antenie. W marcu 2016 pojawiła się kolejna informacja o reaktywacji programu, tym razem na antenie TV4. Program miał powrócić na antenę jesienią 2016 z Zygmuntem Chajzerem jako prowadzącym, ale w lipcu stacja poinformowała, że jednak nie pokaże teleturnieju.
Po przejęciu właściciela formatu (Stefan Hatos-Monty Hall Productions) w 2021 przez Marcusa Lemonisa i Nancy Glass ponownie wprowadzono format na arenie międzynarodowej. W lipcu 2022 ogłoszono, że firma FremantleMedia Polska przystąpiła do prac nad nową odsłoną polskiej wersji formatu (dystrybuowanego przez Can’t Stop Media i Marcus/Glass Productions).
W maju 2025 firma TVN Warner Bros. Discovery potwierdziła zakup licencji do programu i jego planowaną emisję na antenie TTV.